# Xephyr

Xephyr es un servidor de pantalla

Xephyr es un servidor X basado en KDrive que apunta a una ventana en un servidor X anfitrión como su framebuffer. A diferencia de Xnest, Xephyr soporta extensiones X modernas (incluso si no lo hace el servidor X anfitrión)  tales como Composite, Damage, randr  etc. Utiliza imágenes SHM y actualizaciones en memoria para proporcionar un buen desempeño. También tiene un modo de depuración visual para observar actualizaciones de la pantalla.